# جو وورال
 جو وورال  (به انگلیسی: Joe Worrall) (زاده ۲۱ اکتبر ۱۹۴۵ - وارینگتون) داور سابق اهل انگلستان است.
وی داوری حرفه‌ای را از سال ۱۹۷۰ شروع کرده و از سال ۱۹۸۱ تا ۱۹۹۲ میلادی در لیست داوران فیفا قرار داشته‌است.